# Carlos Rômulo Gonçalves e Silva

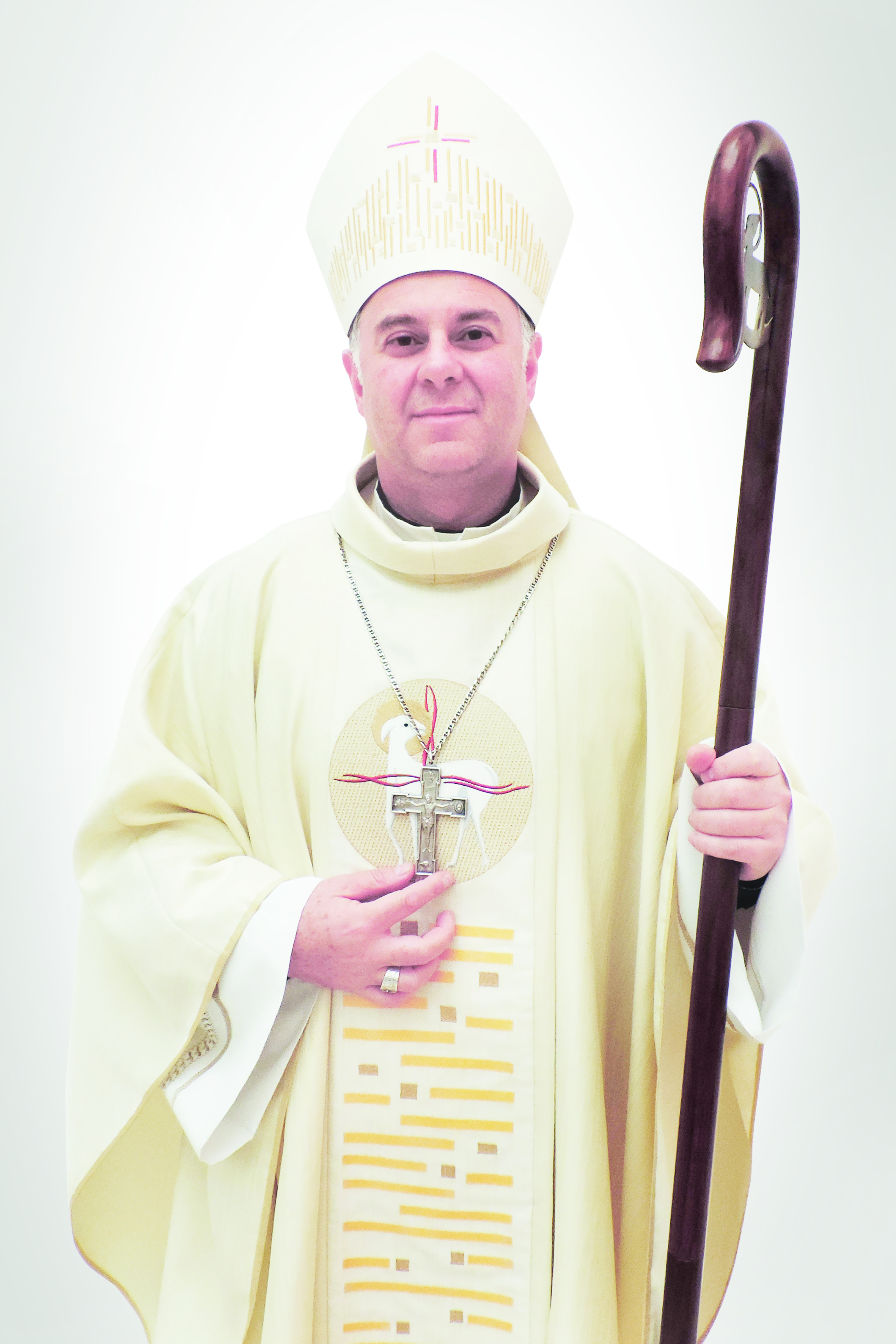
Carlos Rômulo Gonçalves e Silva, 2017

Wappen von Carlos Rômulo Gonçalves e Silva

Carlos Rômulo Gonçalves e Silva (* 24. Januar 1969 in Piratini, Rio Grande do Sul, Brasilien) ist ein brasilianischer Geistlicher und römisch-katholischer Bischof von Montenegro.

## Leben
Carlos Rômulo Gonçalves e Silva empfing am 8. Dezember 1994 das Sakrament der Priesterweihe.
Am 22. März 2017 ernannte ihn Papst Franziskus zum Koadjutorbischof von Montenegro. Der Erzbischof von Pelotas, Jacinto Bergmann, spendete ihm am 4. Juni desselben Jahres die Bischofsweihe; Mitkonsekratoren waren der Bischof von Montenegro, Paulo Antônio de Conto, und der emeritierte Bischof von Pelotas, Jayme Henrique Chemello. Die Amtseinführung erfolgte am 9. Juni 2017.
Am 18. Oktober 2017 wurde Carlos Rômulo Gonçalves e Silva in Nachfolge des zurückgetretenen Paulo Antônio de Conto Bischof von Montenegro.